# Jacob Hacker
Jacob Stewart Hacker (nacido en 1971) es un profesor y politólogo estadounidense. Es director de la Institución de Estudios Sociales y Políticos y profesor de ciencias políticas en la Universidad de Yale . Hacker ha escrito obras sobre política social, reforma de la atención médica e inseguridad económica en los Estados Unidos.

## Temprana edad y educación
Hacker nació y creció en Eugene, Oregón . Se graduó como summa cum laude en 1994 de la Universidad de Harvard con una licenciatura en estudios sociales y recibió su Ph.D. de Yale en ciencias políticas en 2000. Su primer libro, The Road to Nowhere: The Genesis of President Clinton's Plan for Health Security, se publicó en 1996, cuando era estudiante de posgrado en Yale.

## Carrera profesional
Hacker es colaborador de los medios estadounidenses y ha testificado ante el Congreso de los Estados Unidos. Fue ampliamente reconocido como colaborador de los planes de atención médica de tres de los principales candidatos demócratas: Barack Obama, Hillary Clinton y John Edwards, en las elecciones presidenciales de 2008 . El plan de Hacker, Health Care for America, se describe en un informe del Instituto de Política Económica . Hacker propone brindar atención médica a los estadounidenses sin seguro o con seguro insuficiente al exigir a los empleadores que proporcionen seguro a sus trabajadores o los inscriban en un nuevo grupo de seguros supervisado públicamente. Las personas en este grupo podrían elegir un plan público inspirado en Medicare o planes privados regulados.
El trabajo de Hacker con el grupo de expertos internacional Policy Network ha tenido una gran influencia en las políticas de muchos partidos políticos europeos y su concepto de predistribución se ha convertido en la piedra angular de la política económica del Partido Laborista del Reino Unido e incluso se ha mencionado su nombre. por el primer ministro David Cameron durante las preguntas del primer ministro en la Cámara de los Comunes.
Hacker fue miembro de New America en 1999 y 2002. En 2007, copresidió la conferencia de la Academia Nacional del Seguro Social, "Por el bien común", y supervisa un proyecto del Consejo de Investigación de Ciencias Sociales sobre la "privatización del riesgo".
El libro de Hacker de 2010, el éxito de ventas del New York Times Winner-Take-All Politics : How Washington Made the Richer Richer--and Turned Its Back on the Middle Class ( Simon & Schuster ), escrito con Paul Pierson de La universidad de California en Berkeley, argumenta que desde la fines de la década de 1970, las clases media y trabajadora estadounidenses se han rezagado económicamente cada vez más porque los cambios de política en el gobierno favorecen a los ricos y superricos.
Su libro de 2016 American Amnesia: How the War on Government Led Us to Forget What Made America Prosper aboga por la restauración y revitalización de la economía mixta de los Estados Unidos.
En 2017, fue elegido miembro de la Academia Estadounidense de las Artes y las Ciencias .

### El Índice de Seguridad Económica (ESI)
En julio de 2010 se lanzó el Índice de Seguridad Económica. Desarrollado por Hacker y un equipo de investigación multidisciplinario con el apoyo de la Fundación Rockefeller, el ESI mide la proporción de estadounidenses que experimentan una disminución de al menos el 25 por ciento en sus ingresos de un año al siguiente y que carecen de una red de seguridad financiera adecuada para reemplazar esta pérdida de ingresos.

## Vida personal
Hacker está casado con Oona A. Hathaway, profesora de derecho en la Universidad de Yale y ex secretaria de la Corte Suprema de Sandra Day O'Connor .